# Квінт Юній Арулен Рустік
Квінт Юній Арулен Рустік (лат. Quintus Junius Arulenus Rusticus; 35 — 93) — державний діяч, філософ-стоїк часів ранньої Римської імперії, консул-суффект 92 року.

## Життєпис
Походив з роду Юніїв. Про батьків немає відомостей. Здобув гарну освіту, займався філософією. Був другом Плінія Молодшого, Тацита та Публія Фразеї Пета.
66 року став народним трибуном. Під час своєї каденції намагався врятувати Фразею Пета від обвинувального вироку, проте невдало. 69 року призначено претором. Очолював сенатську делегацію до Веспасіана. Завдяки цьому за правління імператорів з династії Флавіїв обіймав почесне місце у сенаті.
92 року став консулом-суффектом разом з Гаєм Юлієм Сіланом. Втім 93 року імператор засудив Арулена Рустіка до страти за його панегірик на честь Фразеї Пета, після чого усі його твори було знищено.